# Paiconeca
Paiconeca, pleme američkih Indijanaca kojih oko 4.000 živi na području bolivijskog departmana Santa Cruz. Nije mnogo poznato o njima. Govorili su jezikom paiconé, jednim od jezika porodice arawak.
Glavno im je naselje seoska zajednica Cachuela Esperanza, 75 kilometara od San Javiera